# Richard Salisbury Ellis
Richard Salisbury Ellis CBE FRS (Colwyn Bay, País de Gales, 25 de maio de 1950) é um astrônomo britânico.